# La Poma (departement)
La Poma is een departement in de Argentijnse provincie Salta. Het departement (Spaans:  departamento) heeft een oppervlakte van 4.447 km² en telt 1.735 inwoners.

## Plaatsen in departement La Poma
- Cerro Negro
- Cobres
- El Rodeo
- El Saladillo
- El Trigal
- La Poma
- Muñano
- Potrerillos
- Tipán